# 杜鹃山

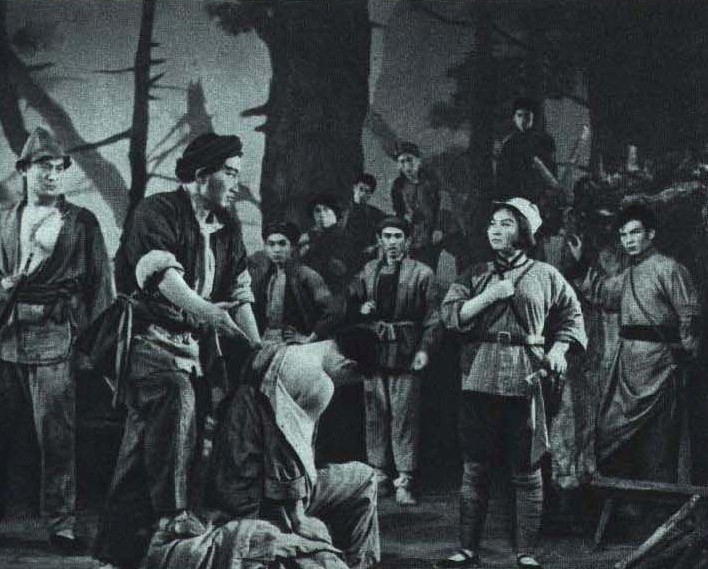
1964年中国青年艺术剧院出演的《杜鹃山》

杜鹃山是中国在20世纪文化大革命期间的一个京剧剧目，被列为样板戏（不是最初的八个样板戏）、红色经典之一。

## 历史
1963年由上海青年艺术剧院首次演出的一出现代话剧《杜鹃山》，该剧由王树元根据在地方文艺杂志发表的一篇小说《乌豆》（男主角叫乌豆）改编而成。沈阳评剧院也上演评剧《杜鹃山》。1963年底，北京京剧团、宁夏京剧团分别将其改编为京剧，于次年公演。北京京剧团赵燕侠、裘盛戎（飾演烏豆）、马连良、马长礼、谭元寿、萬一英等人演出，音樂指導徐兰沅，唱腔設計李慕良，编剧汪曾祺等；導演肖甲等。宁夏京剧团主演李丽芳、李鸣盛。后来李丽芳被江青调到上海演《海港》中的方海珍。
江青将女主角的名字从贺湘改为柯湘，据说是因为贺子珍的缘故。于会泳亲自主抓，提出了不少艺术创新的主意。青年演员杨春霞担任主演，王忠信扮演反派温其久。1973年公演，之后拍摄了同名舞台艺术电影，导演谢铁骊，1974年5月23日公演。

## 故事情节

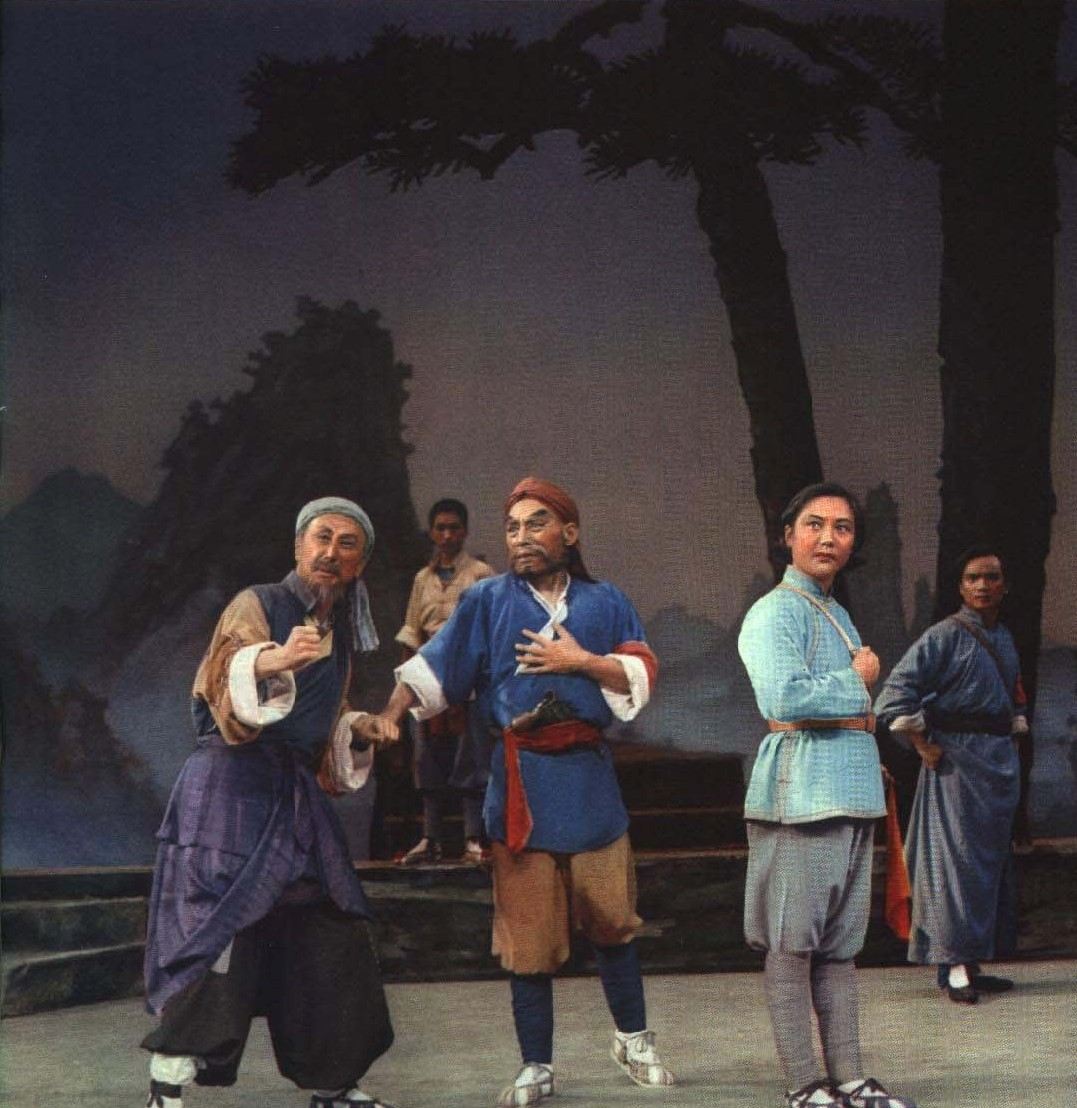
1964年 杜鹃山

1927年，毛泽东等人领导秋收起义，之后占领井冈山。在湖南、江西交界的杜鹃山地区，农民雷刚也成立了一支农民自卫军，受到乡绅毒蛇胆的地方武装靖卫团和国民政府的国民革命军的围剿。1928年，井冈山派参加过安源路矿工人大罢工的女共产党员柯湘夫妇到自卫军，途中被毒蛇胆发现。柯湘的丈夫牺牲，柯湘被捕。在处决柯湘前夕，自卫军救下了她，她成了自卫军的党代表。柯湘用毛泽东《中国社会各阶级分析》（发表于1925年）教育雷刚要分清敌我，发动群众，扩大武装。毒蛇胆和雷刚手下的叛徒温其久勾结，以雷刚的母亲为诱饵引雷刚下山。雷刚不听柯湘的劝告中了埋伏被俘。柯湘出奇兵救出了雷刚。雷刚最后消灭了毒蛇胆的靖卫团，改编队伍成中国工农红军，投奔井冈山。

## 场次
第一场：长夜待晓；
第二场：春催杜鹃；
第三场：情深如海；
第四场：青竹吐翠；
第五场：砥柱中流；
第六场：铁窗训子；
第七场：飞渡云堑；
第八场：雾岭初晴；
第九场：漫卷红旗。

## 流行唱段
- 无产者
- 家住安源
- 黄连苦胆味难分
- 大火熊熊
- 乱云飞
- 杜鹃山举义旗三起三落
- 血的教训

## 相关人物
- 江青：文革后被当作“四人帮”一员被捕入狱。
- 于会泳：曾任文化部部长。文革后1976年10月被免去一切职务，并被审查逮捕。1977年8月底服来苏水自杀身亡。终年52岁。
- 杨春霞：文革后因样板戏受到冲击。1980年代初电视连续剧《西游记》中扮演白骨精，让观众很惊奇。之后其演出逐渐正常，现在是著名京剧、昆曲演员。
- 王忠信：后在《西游记》中扮演太白金星，《红楼梦》中扮演甄士隐，《三国演义》中扮演伏完、华佗和秦宓。

## 其他艺术形式
- 话剧《杜鹃山》
- 评剧《杜鹃山》
- 彩色舞台艺术影片《革命现代京剧杜鹃山》
- 多次各种邮票以此为主题。
- 多种小人书以此为主题。

## 现况
- 2005年北京京剧院复演《杜鹃山》，柯湘由王润菁扮演，青年演员顾谦饰演雷刚。